# Machimus hubbelli
Machimus hubbelli är en tvåvingeart som först beskrevs av Stanley Willard Bromley 1950.  Machimus hubbelli ingår i släktet Machimus och familjen rovflugor.
Artens utbredningsområde är Florida. Inga underarter finns listade i Catalogue of Life.